# Шота Чомахідзе
Шота Чомахідзе (нар. 17 листопада 1978, Самтредія, Грузинська РСР) — грузинський футболіст, півзахисник.

## Клубна кар'єра
Шота Чомахідзе народився 17 листопада 1978 року в місті Самтредія. У 1993 році розпочав дорослу футбольну кар'єру в однойменному клубі з рідного місті, кольори якого захищав до 1998 року. Протягом цього часу по одному сезоні також відіграв у оренді в клубах СТУ (Тбілісі) та ТГУ (Тбілісі). У футболці «Самтредії» у грузинському чемпіонаті зіграв 79 матчів та відзначився 7-ма голами. У 1999 році захищав кольори тбіліських клубів «Динамо» та «Локомотив».
У 2000 році переїхав до України, де підписав контракт з тернопільською «Нивою». 2 квітня 2000 року дебютував за українську команду у програному (1:4) виїзному поєдинку 18-го туру вищої ліги чемпіонату України проти київського «Київ». Шота вийшов на поле у стартовому складі, але на 74-й хвилині був замінений на Кахабера Дгебуадзе. Дебютним голом у футболці «Ниви» відзначився 6 травня 2000 року на 85-й хвилині нічийного (1:1) домашнього поєдинку проти полтавської «Ворскли». Чомахідзе вийшов на 53-й хвилині поєдинку, замінивши Кахабера Дгебуадзе. Протягом свого перебування у тернопільській «Ниві» у чемпіонатах України зіграв 28 матчів та відзначився 3-ма голами, ще 1 поєдинок зіграв у кубку України. Наприкінці вересня 2000 року на правах оренди виступав у друголіговому фарм-клубі тернопільської команди, «Тернопіль-Ниві-2». 16 вересня 2000 року дебютував за команду у програному (0:1) домашньому поєдинку 6-го туру групи А другої ліги чемпіонату України проти київського «Динамо-3». Шота вийшов на поле на 46-й хвилині, замінивши Юрія Приймака. Загалом у друголіговому фарм-клубі тернопільської команди зіграв 2 поєдинки.
У 2001 році на короткий період повернувся до Грузії, де знову підписав контракт з рідним клубом «Іберія», але, зігравши 1 матч, знову відправився до України.
В Україні Шота Чомахідзе підписав контракт з іншим представником вищої ліги чемпіонату України, сімферопольською «Таврією». У футболці «Таврії» дебютував 21 липня 2001 року у програному (0:4) поєдинку Кубку Інтерторо проти «Парі Сен-Жермена». Чомахідзе вийшов на поле у стартовому складі та відіграв увесь матч. 28 липня 2001 року дебютував у складі «Таврії» у нічийному (2:2) виїзному поєдинку 4-го туру вищої ліги чемпіонату України проти ужгородського «Закарпаття». Шота вийшов на поле у стартовому складі та відіграв увесь поєдинок. Дебютним голом за кримський клуб відзначився 2 вересня 2001 року на 90-й хвилині переможного (2:0) домашнього поєдинку 9-го туру вищої ліги чемпіонату України проти олександрійської «Поліграфтехніки». Чомахідзе вийшов у стартовому складі та відіграв увесь матч. Протягом свого перебування у «Таврії» у чемпіонаті України зіграв 25 матчів та відзначився 2-ма голами, ще 2 поєдинки за сімферопольську команду провів у кубку України. У 2003 році на правах оренди перейшов до грузинського клубу «Торпедо» (Кутаїсі).
Після завершення контракту з «Таврією» поїхав до Азербайджану, де підписав контракт з «Нефтчі» (Баку), але вже незабаром перейшов до іншого азербайджанського клубу «Карабах» (Агдам), проте в складі цієї команди зіграв лише 1 поєдинок у місцевому чемпіонаті, після чого повернувся до Грузії.
З 2004 по 2007 роки виступав у складі грузинських клубів «Чихура», АСМК та «Локомотив» (Тбілісі). У 2007 році знову виїздить за кордон, цього разу до сусідньої Вірменії, де того ж року підписує контракт з «Уліссесом». Проте закріпитися у вірменському клубі Шоті не вдалося, зігравши лише 4 матчі у місцевому чемпіонаті, він залишає клуб та повертається до Грузії. У 2008—2009 роках захищає кольори клубів «Самтредія» та «Мерані» (Мартвілі). У 2009 році повертається до рідного для себе клубу «Самтредія», у складі якого виступає до 2011 року. За цей час у грузинському чемпіонаті зіграв 69 матчів та відзначився 7-ма голами. У 2011 році Шота Чомахідзе завершив кар'єру футболіста.

## Кар'єра в збірній
Чомахідзе виступав у збірній Грузії різних вікових категорій.